# Abadia de Claravall

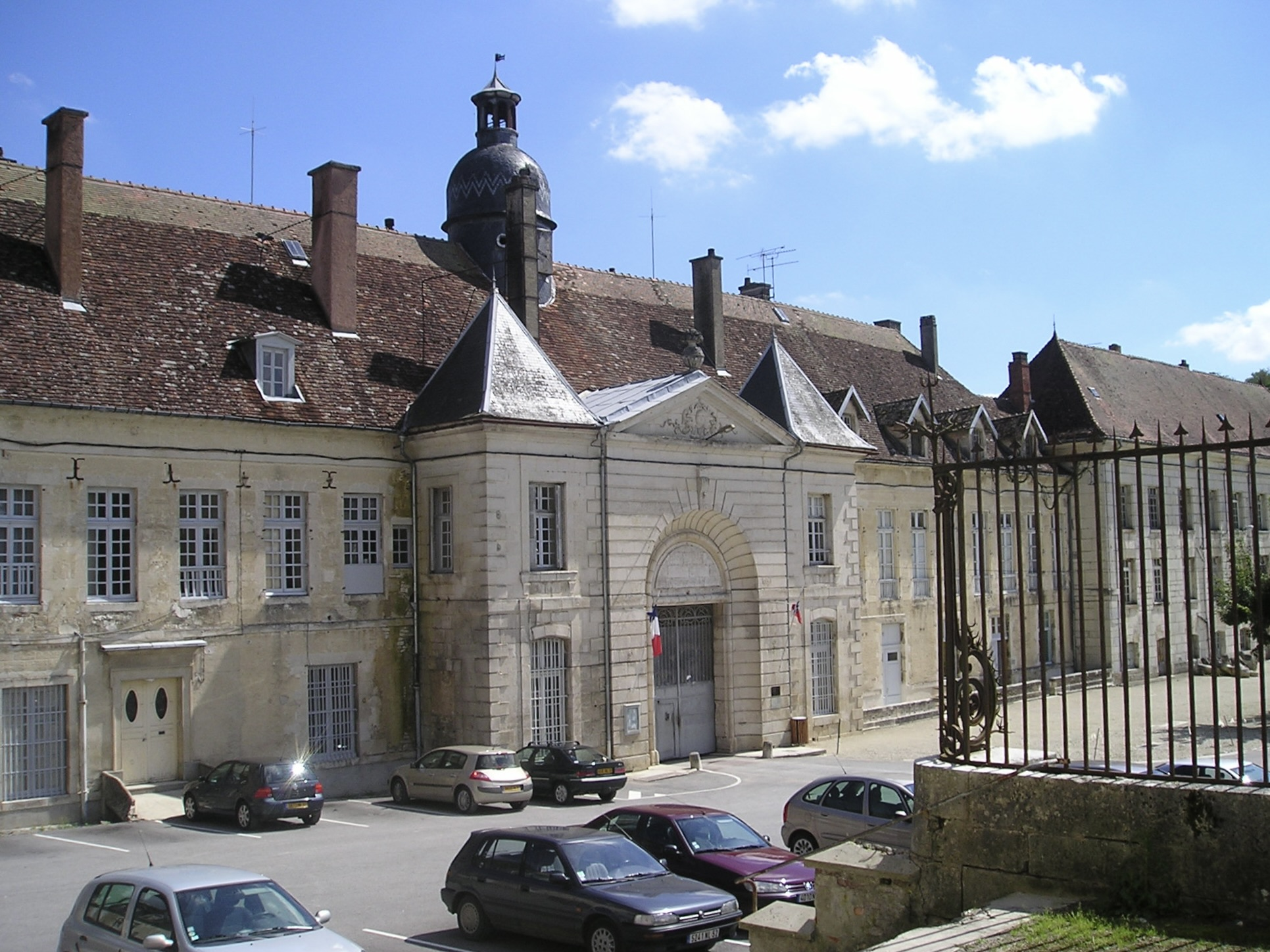
L'edifici principal de l'abadia (actual presó)

L'Abadia de Claravall (en llatí: Clara Vallis (Vall Clara) i en francès: Clairvaux) fou una abadia cistercenca fundada el 1115 per Bernat de Claravall a la regió de la Xampanya, a la frontera amb la Borgonya, a França. Va ésser una de les quatre filles grans de l'Abadia de Cîteaux, juntament amb La Ferté (1113), Pontigny (1114) i Morimond (1115). Exemple d'organització segons la Regla de Sant Benet, en poc temps va esdevenir molt gran i influent i, en cinquanta anys, a la mort de Bernat (1153) tenia 169 abadies-filles repartides per tot Europa. La seva influència va ésser no només religiosa sinó també política i cultural i s'estengué per més de sis segles. El 1791 fou suprimida per la Revolució francesa i el 1808 reconvertida per l'Imperi en presó, com altres abadies de parets gruixudes i ben tancades per muralles exteriors. Avui dia, s'han anat alliberant alguns espais que es poden visitar i s'han d'anar adequant.

## El lloc i la fundació

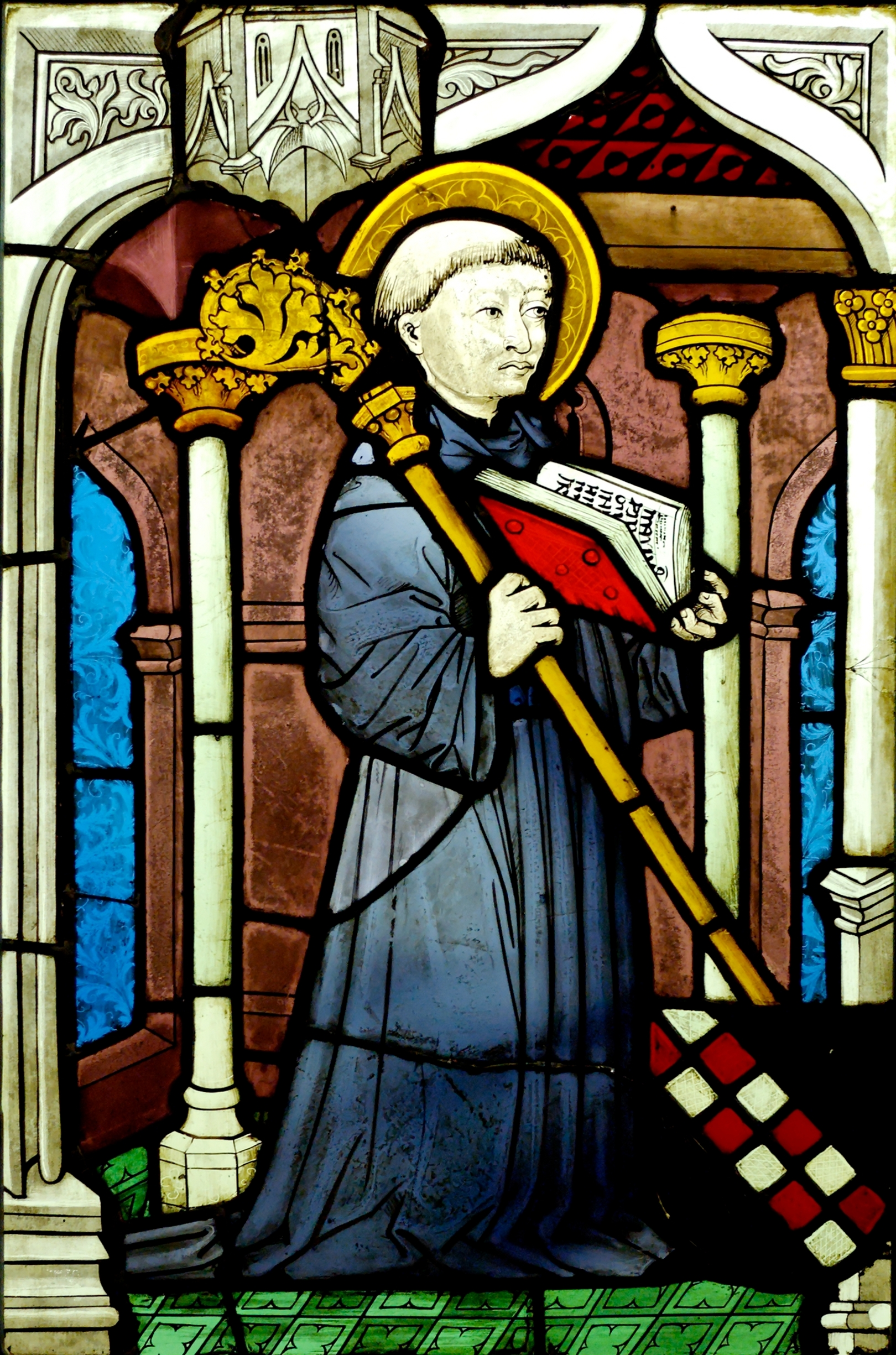
Bernat de Claravall

Claravall es troba dins el terme de Ville-sous-la-Ferté, a 15 km de Bar-sur-Aube, al departament francès de l'Aube, a la regió de la Xampanya-Ardenes. A l'indret anomenat Val-d'Absinthe, Bernat va trobar que s'hi reunien tots els requeriments per a un bon establiment cistercenc: una vall aïllada en el bosc, ben orientada est-oest, un rierol, estanys i una font cristal·lina. Tot el necessari per a l'autarquia propugnada per la regla benedictina. El 25 de juny de 1115, provinents de Cister, Bernat i dotze monjos més van fundar el primer monestir.

## Les fases i l'expansió
L'evolució del complex monàstic obeeix a un programa ideat pel mateix Bernat de Claravall, que esdevindrà l'impulsor més notable de l'orde, i que després serà aplicat fidelment a tots els establiments cistercencs.
El primer monestir es coneix com a Claravall I o Monasterium vetus, era molt senzill i correspon a la primera fase de consolidació de l'establiment: condicionament dels terrenys per a l'explotació agrícola, resolució de les necessitats hidràuliques i energètiques i acumulació de capitals per a enfrontar obres més definitives.

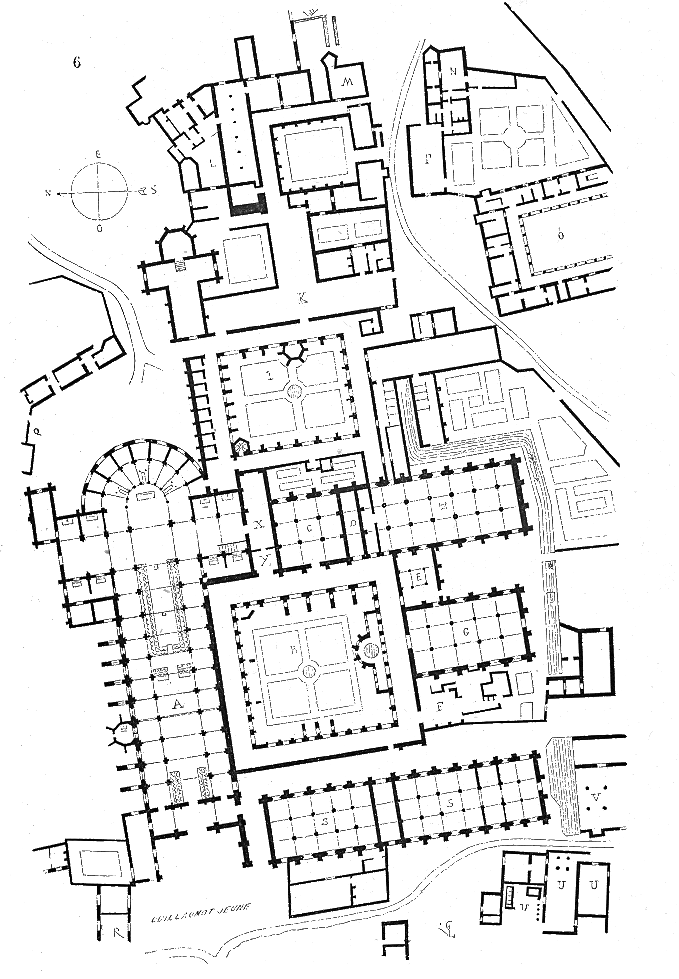
Disposició dels edificis monàstics segons el programa de Bernat

La segona fase és l'anomenada Claravall II. El 1135 Bernat posa la primera pedra de la gran església abacial i el monestir medieval. Es construeix seguint el seu programa de distribució, el que s'anomena quadrat monàstic: el claustre al mig, l'església a un costat, el monestir dels monjos a la dreta i el dels conversos a l'esquerra, que serà aplicat durant segles a centenars d'establiments. Tot en l'estil romànic i preservant les normes d'ascetisme i austeritat. Les obres s'acaben el 1145. A banda de la necessària consolidació també va jugar un important paper en la urgència d'aquesta reforma l'èxit de vocacions que feia que en aquests moments, trenta anys després de la fundació, comptés amb més de vuit-cents monjos, descomptats tots aquells que s'havien desplaçat per a fundar les 169 abadies-filles que depenien jeràrquicament de Claravall. A la mort de Bernat, s'amplia tot el recinte per a realçar el protagonisme del que havia d'ésser lloc de pelegrinatge pel fet d'acollir les despulles del gran personatge, que esdevindria sant molt ràpidament. Les obres d'ampliació s'estenen de 1154 a 1174.
Amb el temps i a causa de l'increment constant de població es van afegint petites ampliacions que van desvirtuant de mica el programa arquitectònic inicial. Ja el 1708, en una tercera i última fase es construeix Claravall III, que conserva algun dels edificis antics però renova totalment l'abadia i els seus edificis en un estil clàssic que, malgrat la sobrietat, deixa palesa la riquesa de l'abadia i les seves possessions al segle xviii, que la fan un exemple d'allò que en aquest temps s'anomenarà l'Antic Règim.

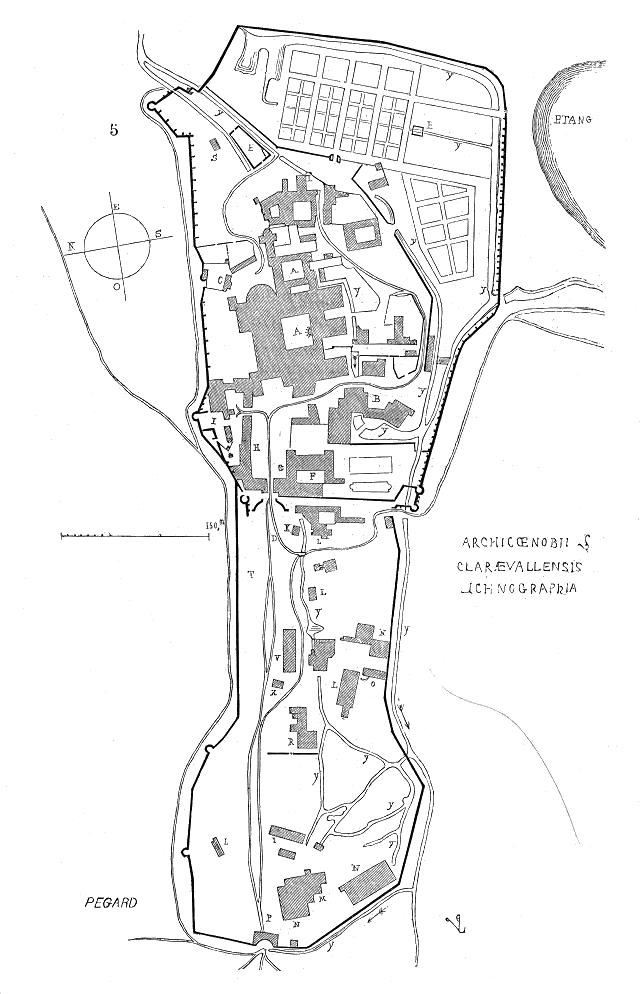
Plànol de tot el complex emmurallat de l'abadia

Una altra de les característiques de la vida benedictina, la clausura, queda manifesta en els murs que envolten el perímetre del recinte i que van creixent amb les diverses reformes. Al final unes muralles altes i sòlides envolten més de trenta hectàrees de terreny.
Mentrestant, l'orde del Cister s'estén per tot el món i, de les cinc abadies inicials, Claravall representa la línia més universal amb dependències a tota França, a Itàlia, a la península Ibèrica, a Escandinàvia i a bona part de les Illes Britàniques. Fins a 350 monestirs per la branca de Claravall, en comparació a uns 200 de Morimond, un centenar de Cister, uns quaranta de Pontigny i menys de vint de La Ferté.
A Catalunya, els monestirs de Poblet i Santes Creus provenen de la branca de Claravall.

## Desaparició
La Revolució Francesa no va provocar grans danys al complex de Claravall però va suposar la desaparició de la vida monàstica amb la seva confiscació per a l'Estat el 1791. L'any següent va passar a mans privades per a instal·lar-hi una fàbrica de vidres. Amb la fallida de l'empresa, va tornar a passar a l'Estat i, el 1808, va ésser convertida, com altres monestirs, en presó, fins a l'actualitat. Per dintre de les seves cel·les, ara amb una clausura involuntària, hi han passat els partidaris de la Comuna de París, membres de la Resistència, Kropotkin, Charles Maurras…
D'un temps ençà s'han anat recuperant alguns espais que permeten fer visites turístiques.